# 名木田薫
名木田 薫（なぎた かおる、1939年 - ）は、日本の神学者。
岡山県生まれ。1962年京都大学経済学部卒業、武田薬品工業勤務。1965年京都大学文学部学士編入学基督教学専攻。1972年同大学院博士課程単位取得退学、和歌山工業高等専門学校講師。1985年岡山理科大学教授。1995年倉敷芸術科学大学教授。2003年退職。

## 著書
- 『救済としてのキリスト教理解』大学教育出版 1995
- 『東洋的思想への問』大学教育出版 2001
- 『パウロと西洋救済史的思想』大学教育出版 2004
- 『旧約聖書での啓示と受容 日本文化からの考察』大学教育出版 2006
- 『西洋キリスト『教』とパウロ的『信仰』』大学教育出版 2008
- 『東西の表裏一と聖書的思考』大学教育出版 2009
- 『東西両宗教の内実的同異』大学教育出版 2009
- 『現代の知的状況とキリスト信仰』大学教育出版 2010
- 『個の主体性による『日本』創造』朝日出版社 2012

## 論文
- Cinii

## 注
1. ↑  『現代日本人名録』2002年